# Khadis Ibragimov
Khadis Ibragimov (Daguestão, 21 de maio de 1995) é um lutador russo de artes marciais mistas, atualmente competindo no peso meio-pesado do Ultimate Fighting Championship.

## Carreira no MMA

### Ultimate Fighting Championship
Ibragimov fez sua estreia no UFC contra o também estreante Da Un Jung em 31 de agosto de 2019. Ele perdeu por finalização no terceiro round.
Ibragimov em seguida enfrentou Ed Herman. Ele perdeu por decisão unânime.
Ele enfrentou Roman Dolidze em 18 de julho de 2020 no UFC Fight Night: Figueiredo vs. Benavidez 2. Ibragimov perdeu por nocaute técnico no primeiro round.

## Cartel no MMA
| Cartel no MMA       |            |            |
| 12 lutas            | 8 vitórias | 4 derrotas |
| Por nocaute         | 2          | 1          |
| Por finalização     | 3          | 1          |
| Por decisão         | 2          | 2          |
| Por desqualificação | 1          | 0          |

| Res.    | Cartel | Oponente              | Método                                 | Evento                                      | Data       | Round | Tempo | Local           | Notas                                                              |
| ------- | ------ | --------------------- | -------------------------------------- | ------------------------------------------- | ---------- | ----- | ----- | --------------- | ------------------------------------------------------------------ |
| Derrota | 8-4    | Danilo Marques        | Decisão (unânime)                      | UFC 253: Adesanya vs. Costa                 | 26/09/2020 | 3     | 5:00  | Abu Dhabi       |                                                                    |
| Derrota | 8-3    | Roman Dolidze         | Nocaute Técnico (joelhada e socos)     | UFC Fight Night: Figueiredo vs. Benavidez 2 | 18/07/2020 | 1     | 4:15  | Abu Dhabi       |                                                                    |
| Derrota | 8-2    | Ed Herman             | Decisão (unânime)                      | UFC Fight Night: Zabit vs. Kattar           | 09/11/2019 | 3     | 5:00  | Moscou          |                                                                    |
| Derrota | 8-1    | Da Un Jung            | Finalização (guilhotina)               | UFC Fight Night: Andrade vs. Zhang          | 31/08/2019 | 3     | 2:00  | Shenzhen        | Estreia no UFC.                                                    |
| Vitória | 8-0    | Rafał Kijańczuk       | Nocaute Técnico (socos)                | M-1 Challenge 101                           | 30/03/2019 | 1     | 2:30  | Almaty          | Defendeu o Cinturão Meio Pesado do M-1.                            |
| Vitória | 7-0    | Dmitriy Mikutsa       | Finalização (mata leão)                | M-1 Challenge 96                            | 25/08/2018 | 2     | 4:30  | São Petersburgo | Ganhou o Cinturão Meio Pesado do M-1.                              |
| Vitória | 6-0    | Giga Kukhalashvili    | Desqualificação                        | M-1 Challenge 92                            | 24/05/2018 | 3     | 3:27  | São Petersburgo | Kukhalashvili foi desqualificado após agarrar as cordas do ringue. |
| Vitótia | 5-0    | Stephan Puetz         | Finalização (estrangulamento buldogue) | M-1 Challenge 88                            | 22/02/2018 | 3     | 2:12  | Moscou          | Volta aos Meio-Pesados.                                            |
| Vitória | 4-0    | Ullubiy Pakhrutdinov  | Finalização (mata leão)                | L-1: Road To China 3                        | 05/10/2017 | 1     | 1:33  | São Petersburgo | Estreia nos Pesados.                                               |
| Vitória | 3-0    | Dmitriy Shumilov      | Decisão (unânime)                      | Friendship of Peoples Grand Prix 2017       | 12/06/2017 | 2     | 5:00  | São Petersburgo |                                                                    |
| Vitória | 2-0    | Vladimir Trusov       | Decisão (unânime)                      | Friendship of Peoples Grand Prix 2017       | 12/06/2017 | 2     | 5:00  | São Petersburgo |                                                                    |
| Vitória | 1-0    | Mukhammedali Shokirov | Nocaute Técnico (socos)                | Russia Regionals                            | 25/05/2017 | 1     | 1:23  | São Petersburgo | Estreia nos Meio-Pesados.                                          |